# 南捕厅
南捕厅历史文化街区是入选江苏省历史文化街区名单的南京市城区的9个历史文化街区之一，位于南京市秦淮区。
全国重点文物保护单位甘熙故居位于南捕厅历史文化街区内。
2016年，南捕厅历史文化街区入选第一批江苏省历史文化街区。划定的历史文化街区范围为：东至中山南路、南至原中北客运站北边界、西至绒庄街、大板巷、北至平章巷。面积约3.17公顷。南捕厅历史文化街区保护规划要求保护该地区的传统风貌，新建建筑要求控制不超过2层，主色调为黑白灰。